# Devisenschutzkommando
Pour les articles homonymes, voir DSK.
Les Devisenschutzkommandos sont, sous le régime nazi, des unités allemandes chargées de procéder à la saisie ou à la vente forcée de devises, d'actions, d'or et de diamants possédés par des personnes privées et devant être déclarés auprès des services fiscaux. Ces unités opèrent à partir de 1938 dans la région des Sudètes et en Autriche, puis, après le déclenchement de la Seconde Guerre mondiale, en Pologne et dans les autres pays occupés. Les Kommandos sont constitués de fonctionnaires des services fiscaux (Reichsfinanzverwaltung) au sein du ministère du Reich aux Finances, dirigés par un service de recherches mis en place en 1936 par Hermann Goering, le Devisenfahndungsamt (de), et rattaché à la Gestapo sous les ordres de Reinhard Heydrich. Les Devisenschutzkommandos ont également contribué en partie à la déportation des Juifs.

## Europe de l'Est
Comme lors de l'Anschluss et l'annexion au Reich de la région des Sudètes, un arrêté sur les devises (« Devisenordnung ») est publié par le gouvernement général de Pologne le 15 novembre 1939, complété par une « directive sur la mise en sûreté du patrimoine juif et des biens anonymes », qui oblige les Juifs à rassembler l'ensemble de leurs biens sur un seul compte bancaire et les contraint à des montants limités d'encaissement et de retrait d'argent liquide. À partir de 1940, les Devisenschutzkommandos poursuivent leur activité sous le nom de Zollfahndungsstelle (de « Fahndung » : recherche, et « Zoll » : taxe). Leurs services recherchent des valeurs qui n'ont pas été déclarées, fouillent systématiquement les coffres, infligent des amendes et envoient les biens saisis à des institutions fiduciaires, le Generaltreuhänder für die Sicherstellung deutschen Kulturgutes, ou la Haupttreuhandstelle Ost (de) (HTO).

## Europe de l'Ouest
En 1940, dans les territoires occupés, les Devisenschutzkommandos sont subordonnés aux gouvernements militaires (Militärbefehlshaber, MBF) de Paris et Bruxelles. Le service des recherches est dissous début 1941 et ses missions transférées aux services des impôts du ministère des Finances. Le responsable pour les territoires occidentaux est le SS-Hauptsturmführer Herbert Staffeldt. Même après la dissolution du service en 1941, Hermann Göring conserve un pouvoir de décision sur les Devisenschutzkommandos.
Ceux-ci disposent de pouvoirs de police et ses fonctionnaires peuvent présenter leur carte de la Geheime Feldpolizei (GFP) sans toutefois y être subordonnés. Ils peuvent perquisitionner, entendre des témoins, procéder à des saisies de biens et être armés. Ils ne portent pas l'uniforme de la Feldpolizei et interviennent en tenue civile.
Dans les pays occupés, la détention de monnaie et de titres étrangers est interdite, de même que celle de billets de banque allemands. Les Kommandos sont chargés d'en récupérer et contribuent ainsi à  l'économie de guerre allemande. Le service de recherche saisit également les biens et valeurs des Juifs et des opposants partis en émigration, et procède à la clôture des comptes bancaires détenus par des Juifs.
Aux Pays-Bas, les Kommandos ont recueilli, jusqu'en septembre 1943, 54 900 000 Reichsmarks en or et en devises. Le total du butin (bijoux, métaux précieux, diamants, titres et dépôts bancaires) jusqu'au retrait des troupes allemandes, est évalué à 368,4 millions de Reichsmarks. Les Kommandos utilisent à cette fin une filiale d'une banque, la Lippmann, Rosenthal & Co. Sarphatistraat (de), filiale sous le contrôle du commissaire du Reich, dont le but est de recueillir et faire fructifier les avoirs juifs pillés. En septembre 1943, en Belgique, l'ensemble des biens en or et devises confisqués s'élève à 46,7 millions de Reichsmarks. De plus, les fonctionnaires des Devisenschutzkommandos présents en Belgique participent à la traque et à l'arrestation des Juifs qui se cachent.
En France, le Devisenschutzkommando bloque les stocks d'or et de devises mais ne réussit pas à imposer au régime de Vichy de règles générales d'obligation de cession ou de vente de biens. Ce n'est qu'à la fin 1942 que ses services ont accès aux biens des Juifs ne possédant pas la nationalité française, bien que des actions spéciales aient lieu, comme la confiscation de la fortune de la famille Rothschild. Le montant total des biens saisis s'élève à 341,3 millions de Reichsmarks.
Les Devisenschutzkommandos ne sont cependant compétents que pour la collecte des biens spoliés, leur répartition est l'affaire des politiques. Hermann Göring se réserve le droit de décider de l'utilisation des œuvres d'art confisquées, prérogative dont il informe dans une directive du 5 novembre le commandant militaire de Paris et les autres autorités des pays occupés.

## Dissolution
Le Devisenfahndungsamt est dissous le 26 mai 1941. Bien que le ministère du Reich aux Finances en récupère les précédentes compétences, selon l'historien Ralf Banken « le bureau des Devises du plan quadriennal en conservait en fait les commandes ». Cette subordination multiple au service de recherche, au bureau des devises, à l'administration militaire, à l'administration civile et au ministère aux Finances a peu gêné les Devisenkommandos dans leurs activités.